# Старинская
Старинская — деревня в Лухском районе Ивановской области. Входит в состав Порздневского сельского поселения.

## География
Находится в восточной части Ивановской области на расстоянии приблизительно 17 км на восток-северо-восток по прямой от районного центра поселка Лух на правом берегу речки Добрица.

## История
В 1872 году здесь (тогда деревня в составе Юрьевецкого уезда Костромской губернии) было учтено 18 дворов, в 1907 году —26.

## Население
Постоянное население составляло 74 человека (1872 год), 110 (1897), 107 (1907), 20 в 2002 году (русские 100 %), 16 в 2010.